# Filarmónica Fraude
Filarmónica Fraude (Portugal, 1969-1970) foi uma banda portuguesa, uma das primeiras a introduzir e a dar relevância em Portugal ao estilo musical que começava a surgir na Europa e nos Estados Unidos denominado de rock progressivo. Em 1969 lançou um álbum e dois EPs.

## Biografia
A Filarmónica Fraude nasce em 1968 entre o Entroncamento e Tomar com dois ex-integrantes do conjunto yé-yé G-Men António Pinho (que deixa de tocar bateria e passa apenas a escrever as letras) e José João Parracho (baixo) que estudava em Tomar com os outros elementos que eram António Luís Linhares Corvêlo de Sousa (compositor e teclista), Júlio Patrocínio (bateria) e Antunes da Silva (Toneca), voz e João Carvalho (guitarra). 
A mulher de António Pinho andava em Direito em Lisboa e era amiga da filha de um dos donos da Torralta. Através dela conseguiram um contrato para tocar no mês de Agosto de 1968 em Alvor. Tocavam à noite e durante o dia compunham as canções. Foram introduzindo essas novas canções, tais como "Os Animais de Estimação" e a "Flor de Laranjeira", nos espectáculos. 
João Brito, voz em "Flor de Laranjeira", ex-integrante do Conjunto Académico os Atlas, integra também o grupo. 
Fernando Assis Pacheco, repórter do "Diário de Lisboa", escreveu sobre o grupo num artigo intitulado "Uma Fraude nas Noites Brancas do Alvor". 
Os membros do Duo Ouro Negro levaram uma cassete com alguns temas à editora Valentim de Carvalho que chega a agendar a contratação do grupo. No entanto, o grupo acaba por assinar com a Philips num episódio rocambolesco de espionagem. 
Em 1969 começam por editar dois EPs com os temas "Flor de Laranjeira"/"Problema de Escolha"/"O Menino" (versão de uma canção da Beira Baixa) / "O Milhões" e "Canção de Embalar"/"Orícia"/"Animais de Estimação"/"Devedor à Terra", respectivamente. 
António Pinho faz pesquisas na Biblioteca Nacional para escrever o seu único álbum, Epopeia, lançado também nesse ano, de forma a transpor os Descobrimentos para a actualidade. O grupo não chega a ter problemas com a censura à excepção da capa do álbum. A capa foi feita por Lídia Martinez que assinou Lídia 69, por estarem em 1969. A censura cortou a indicação do ano do disco. 
O grupo acabaria por terminar em 1970, depois de uma controversa residência no Casino Estoril, já com Edmundo Silva (Sheiks) e Luís Moutino (Deltons), entre outros. 

## Formação
- Luís Linhares (piano)
- Júlio Patrocínio (bateria)
- João Carvalho (guitarra)
- José Parracho (baixo)
- João Brito (vocalista)
- Antunes da Silva (vocalista)
- António Pinho (letras)

## O nome
Numa entrevista dada ao Jornal O Mirante em 2006, António Avelar de Pinho declarou o seguinte sobre a origem do nome da banda: 
"Eu sempre tive a mania de ser diferente. Não queria um grupo com um nome parecido com os que havia. Eu sempre gostei muito de aliterações e de coisas começadas pela mesma letra porque acho que têm ritmo. Alguém disse Filarmónica, isto no Jardim da vivenda dos meus pais. Gostei da palavra, achava que soava bem, mas era redutora. Então faço aquilo que ainda hoje faço muito na minha vida. Pego no dicionário e vou à letra éfe. Queria outra palavra que começasse por éfe. Que destruísse a Filarmónica e que ligasse bem. E de repente encontro a palavra Fraude. Os outros arrepiam-se, mas acabaram por aceitar."
Ainda a propósito do nome. Na Antena 1, o Júlio Isidro contou uma história divertida por causa do nome do grupo. Em determinada altura o director de uma estação de rádio chamou o locutor que tinha acabado de anunciar uma música nossa ao seu gabinete e deu-lhe uma reprimenda. “O senhor não sabe o nome do conjunto. Não é Fraude, é Freud. Filarmónica Freud”

## Discografia
A banda gravou: 
- 1969 - Flor de Laranjeira / Problema de Escolha / Menino / O Milhões, EP, editado pela Philips
- 1969 - Canção de Embalar / Orícia / Animais de Estimação / Devedor à Terra, EP, editado pela Philips
- 1969 - Epopeia, LP editado pela Philips  [9]
- 1975 - O Menino / Animais de Estimação, Single editado pela Philips
- 2001 - O Melhor de 2: Banda Do Casaco  e Filarmónica Fraude, CD editado pela  Universal [10]